# 罗卡塞卡
罗卡塞卡是意大利拉齐奥大区弗罗西诺内省的一个镇。
罗卡塞卡是中世纪哲学家托马斯·阿奎那的出生地。